# Płonące wzgórza
Płonące wzgórza (ang. The Burning Hills) – amerykański western z 1956 roku na podstawie powieści Louisa L’Amoura.

## Główne role
- Tab Hunter – Trace Jordon
- Natalie Wood – Maria-Christina Colton
- Skip Homeier – Jack Sutton
- Eduard Franz – Jacob Lantz
- Earl Holliman – Morton ‘Mort’ Bayliss
- Claude Akins – Ben Hindeman
- Ray Teal – Joe Sutton
- Frank Puglia – Tio Perico
- Hal Baylor – Braun
- Tyler MacDuff – Wes Parker
- Rayford Barnes – Veach

## Fabuła
Kiedy brat Trace’a Jordana zostaje zamordowany, a kilka jego koni skradzionych, Trace znajduje ślady trzech osób, które mogą być zamieszani w tę sprawę. Jeden nosi meksykańskie ostrogi, drugi był kulawy, a trzeci palił cygara. Kiedy dociera do miasteczka Esperanza, Trace znajduje zdemolowane biuro szeryfa i odkrywa, że jedynym reprezentantem prawa jest Joe Sutton. Odkrywa też, że skradzione konie ponownie zostały oznaczone przez Suttona i jeźdźcy, który pasują do rysopisu sprawców, pracują dla Suttona. Trace rusza do rancza Suttona.